# Casbia leptorrhoda
Casbia leptorrhoda là một loài bướm đêm trong họ Geometridae.